# 史偉全
史偉全（1964年 - ），人稱「史Sir」，是香港已結業的「A1補習社」創辦人及英文科補習導師，史Sir被喻為第一代「補習天王」，其以英語專家自居，惟被揭發只有中學五年級學歷。

## 履歷
史偉全在1990年自資開設「A1補習社」（名稱取自香港中學會考最高的評級），親自擔任英文科補習導師，他不惜重本在報紙、刊物、電視台及各式戶外媒體為補習社大買廣告，又打破沉悶的學校教學方式，以風趣幽默的教學手法授課，並將自己包裝成偶像明星，成功吸引大批學生入學，僅七年時間便擴展至六間分校，學生多達4,000人，其積極擴充、大灑金錢刊登廣告、注重形象包裝，被認為開創香港連鎖補習社的先河，其他補習社亦紛紛仿效，史偉全更被稱為「補習天王」，當時的他收入豐厚，每月收入過百萬港元，身家暴漲的他最少持有五個物業，包括在1997年買入天后栢景臺住宅單位，當時的價值高達2,500萬港元。史偉全在補習社任教英文科，惟正當「A1補習社」的業務如日中天之際，自稱英語專家的他卻於1997年被揭發只有中五學歷，其後「A1補習社」被揭發多間分校沒有辦理學校註冊，他因此涉嫌無牌經營。
1997年8月，史偉全被警方控以無牌經營補習社，並被法庭判處罪名成立。風光一時的史偉全形象破滅，導致「A1補習社」生意急跌，他遂停止出任補習社的董事，其後「A1補習社」因發生債務問題而被出售，史偉全的收入大減，更於1999年因無力償還債務被法庭頒令破產。數年後，他的破產令獲得解除，便再次重操故業，於2004年7月購回「A1補習社」繼續經營，惟醜聞不斷，並且從2005年起導師不足經常取消課堂，最終「A1補習社」於2005年3月29日因租務問題倒閉，最少有120名學生受到影響，並分別到教育統籌局及消費者委員會尋求協助，部分學生涉及款額達2萬港元。
2005年4月初，有數名受到「A1補習社」倒閉影響的學生向傳媒稱接到史偉全的來電，史偉全表示可向他們提供協助，為他們開班上課，但每人要先繳交800元學費。史偉全之後被發現在上海街一座商業中心的一個約150平方英尺單位內開辦補習班。有記者到現場採訪，史偉全被記者追問有學生因為「A1補習社」結業而未能取回已預繳的學費，史偉全回應稱自己只是「A1補習社」的「代言人」，角色只是一名僱員，而非僱主。史偉全又向記者稱，他稍候會到勞工處求助，向「A1補習社」追討欠薪。
「A1補習社」在倒閉前仍招收學生，但一直未能為學生安排課堂，在18名學生及家長要求退款下，補習社曾於2005年3月22日開出20張在6月22日兌現的期票退還學生預繳的學費，但三個月後，學生及家長發現補習社開出的支票皆不能兌現，於是作出舉報。經調查後發現，史偉全並非其所聲稱的只是補習社的「代言人」或一般僱員，而是「A1補習社」的實際經營者，補習社的營辦商（A1 College O/B Victory Limited）實際上是由他本人控制，而補習社在開出支票時的銀行戶口結餘只有46港元，史偉全被懷疑在明知無力兌現支票的情況下仍開出總值達63,000港元的票據。2005年7月19日，史偉全因為涉嫌開出空頭支票違反《盜竊罪條例》被拘捕，並被控20項以欺騙手段逃避法律責任罪，獲准保釋候審。
2006年5月12日，已轉職地產代理的史偉全在九龍城裁判法院出庭應訊，他沒有自行聘請律師辯護，而是選用由法庭委派的律師作為辯方代表，史偉全在庭上否認控罪，裁判官決定將案件押後到8月2日進行審訊，雖然裁判官讓史偉全繼續保釋候審，但同時表示由於案情嚴重，決定將被告的保釋金增加至三萬港元，史偉全未能即時繳付，他獲准延後一天付款。同年8月案件開庭審訊，史偉全在庭上辯稱，他是因為有公司表示有意洽購「A1補習社」，以為補習社將獲得注資，他才會開出20張涉案的期票。2006年8月12日案件審結，裁判官不接納史偉全所作的辯解，他被控的20項罪名全部成立，史偉全被還押等候判刑，昔日「補習天王」淪落為囚犯。2006年8月25日，42歲被告史偉全被羈押兩週後再度出庭，他以親筆信求情，承諾不再亂開支票。鑑於被告已被羈押在收押所兩週，裁判官判處史偉全須履行社會服務令120小時及償還拖欠的全部補習費用。

## 影視角色影射
1997年香港電影《誤人子弟》，劇中有一幕有關英文補習班的上課情況，當中的一位補習導師「廖Sir」衣著光鮮，說話風趣幽默充滿個人魅力，將自己塑造成偶像明星的模樣，其角色影射現實中的補習天王「史Sir」史偉全。
1998年香港電影《古惑仔情義篇之洪興十三妹》，劇中有一幕在夜校英文班的上課情況，橋段影射現實中的補習天王「史Sir」史偉全。